# シャドワン島
シャドワン島(アラビア語エジプト方言: جزيرة شدوان)とは、スエズ湾の入り口に浮かぶエジプト領の島。

## 概要
シナイ半島のシャルム・エル・シェイクから南西に30マイル、エル・グウナから北東に20マイルにあり、スエズ湾入り口にある島々の中で最大の島である。長さ16km、幅は3から5kmである。島は潜水や釣り目的の有名な観光地となっている。

## 地震
1969年3月31日、シャドワン島で表面波マグニチュード6.6の地震が発生。多くのがけ崩れなどが発生した。1996年4月9日、スエズ湾南部の地震構造論的情報収集を目的とした、フルガダ地震ネットワークの観測所が運用を開始した。観測所は太陽電池により運用されており、地震関係のデータをフルガダのフルガダ地震センターへ送っている。

## 歴史
エジプトとイスラエルの消耗戦争時、島はエジプト軍により要塞化されていた。1970年1月22日、イスラエルによるRhodes作戦が実行され、ヘリコプターによる強襲で島を36時間に渡って占領した。この戦闘でエジプト側70人、イスラエル側3人が死亡した。